# Sabal
Sabal là một chi cọ sinh trưởng tại Tân thế giới của họ Arecaceae, phần lớn các loài trong tiếng Anh gọi là palmetto, một từ vay mượn từ tiếng Tây Ban Nha để chỉ Chamaerops humilis (palmito). Chúng là các loài cọ lá quạt (Arecaceae phân họ Coryphoideae), với các lá bao gồm một cuống lá trần trụi kết thúc bằng nhiều lá chét tỏa ra như hình quạt; ở một số loài thì các lá chét này hợp nhất tới một nửa chiều dài của chúng. Các phần khác nhau của cuống lá có thể còn lại trên thân cây trong nhiều năm sau khi lá đã rụng làm cho thân cây trông gồ ghề gai góc, nhưng ở một số loài thì phần dưới của thân cây bị mất đi các cuống lá này làm cho thân cây trơn nhẵn. Quả là loại quả hạch.
Các loài Sabal bị ấu trùng của một số loài Lepidoptera phá hại, bao gồm cả Paysandisia archon.
Các loài cọ này là bản địa của vùng nhiệt đới và cận nhiệt đới châu Mỹ, từ vùng duyên hải vùng vịnh/các bang ở đông nam Hoa Kỳ kéo dài về phía nam qua Caribe, Mexico và Trung Mỹ tới Colombia và Venezuela ở miền bắc Nam Mỹ.

## Các loài
1. Sabal bermudana L.H.Bailey – palmetto Bermuda (Bermuda)
2. Sabal bracknellense† (Chandler) Mai[8]
3. Sabal × brazoriensis D.H.Goldman, Lockett & Read - Texas (S. minor × S. palmetto)
4. Sabal causiarum (O.F.Cook) Becc. – cọ mũ Puerto Rico (Puerto Rico, quần đảo Virgin thuộc Anh, Haiti và Cộng hòa Dominica)
5. Sabal domingensis Becc. – Palma Cana (Cuba, Cộng hòa Dominica và Haiti)
6. Sabal etonia Swingle ex Nash – Palmetto bụi (Florida và Gruzia, Hoa Kỳ)
7. Sabal gretheriae H.J.Quero.R. – Palmetto Yucatán (Quintana Roo, Mexico)
8. Sabal jenkinsii† (Reid & Chandler) Manchester[8]
9. Sabal maritima (Kunth) Burret (Jamaica và Cuba)
10. Sabal mauritiiformis (H.Karst.) Griseb. & H.Wendl. – Palma de Vaca (nam Mexico tới bắc Colombia, Venezuela và Trinidad)
11. Sabal mexicana Mart. – Palmetto Mexico (nam Texas về phía nam qua Mexico tới Nicaragua)
12. Sabal minor (Jacq.) Pers. – Palmetto lùn (đông nam Hoa Kỳ: Florida về phía bắc tới Bắc Carolina, về phía tây tới Texas)
13. Sabal palmetto (Walter) Lodd. ex Schult. & Schult.f. – Cabbage Palmetto (Cuba, Bahamas, đông nam Hoa Kỳ: Florida về phía bắc tới Bắc Carolina, về phía tây tới Texas, xa tới đông nam Virginia)
14. Sabal pumos (Kunth) Burret (Guerrero, Michoacán và Puebla, Mexico)
15. Sabal rosei (O.F.Cook) Becc. (duyên hải tây bắc Mexico)
16. Sabal uresana Trel. – Palmetto Sonoran (Chihuahua và Sonora, Mexico)
17. Sabal yapa C.Wright ex Becc. – Cana Rata (bán đảo Yucatán, Belize và Cuba)[9][10]

### Chuyển đi
- Serenoa repens (W.Bartram) Small (trước đây coi là Sabal serrulata (Michx.) Nutt. ex Schult. & Schult.f.)[10]

## Sử dụng
Một vài loài được trồng làm cây cảnh và do có khả năng chịu lạnh khá tốt nên một số loài được trồng xa về phía bắc hơn phần lớn các loài cau dừa khác. Chồi giữa của các loài cọ Sabal ăn được và được biết đến như là heart of palm (tâm cọ). Ở một số nơi, như tại Brasil, người ta trồng cọ Sabal ở quy mô công nghiệp để lấy sản phẩm này. Đôi khi người ta bán tâm cọ ở dạng tươi và để nguyên, nhưng thông thường được bán ở dạng thái miếng và đóng hộp.

## Biểu tượng
Hình cây cọ palmetto (S. palmetto) xuất hiện trên lá cờ chính thức của bang Nam Carolina.